# Armendarits

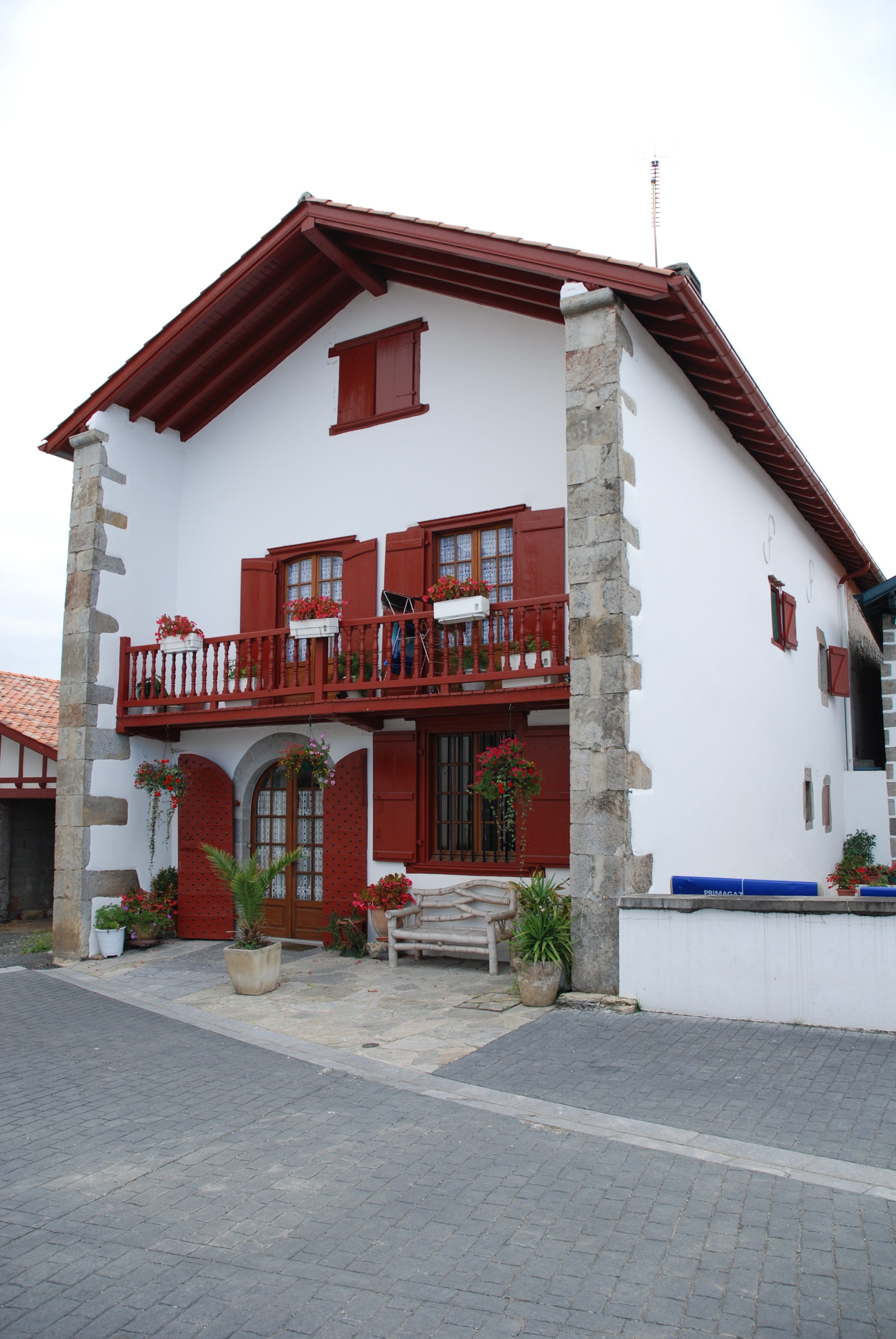
Casa en Armendarits.

Armendarits (en francés y oficialmente, Armendaritze en euskera y Armendáriz en español) es una localidad y comuna francesa, situada en el departamento de Pirineos Atlánticos, en la región de Aquitania. Pertenece al territorio histórico vascofrancés de Baja Navarra y se encuentra atravesada por el río Joyeuse, afluente del Bidouze.
Administrativamente también depende del Distrito de Bayona y del Cantón de País de Bidache, Amikuze y Ostibarre.

## Heráldica
Cuartelado: 1.º y 4.º, en campo de azur, un castillo de plata, abierto y adjurado de sable, y 2.º y 3.º, en campo de oro, dos vacas andantes, de gules, uñadas, acoralladas y cornadas de plata y puestas en palo.

## Demografía
| Gráfica de evolución demográfica de Armendarits entre 1800 y 2012 |
|                                                                   |

Fuentes: Ldh/EHESS/Cassini e INSEE.